# Aeroportul Regional Guthrie–Edmond
Aeroportul Regional Guthrie–Edmond (IATA: GOK, ICAO: KGOK, FAA LID: GOK) este un aeroport din Oklahoma, Statele Unite ale Americii ce deservește zona Guthrie⁠(d). A fost numit după zona deservită.
Situat la o altitudine de 326 m, aeroportul dispune de 1 pistă.

## Infrastructură

### Piste
Aeroportul dispune de o singură pistă. Pista 16/34 are suprafața de beton și dimensiunile 5.001 picioare × 75 picioare. 